# Maria Röhl
Maria Christina Röhl, (1801 - 1875), là một nghệ sĩ vẽ chân dung người Thụy Điển. Bà đã vẽ chân dung nhiều người nổi tiếng ở Thụy Điển trong nửa đầu thế kỷ 19. Các bức tranh của bà được trưng bày tại bảo tàng quốc gia tại Stockholm, và trong thư viện hoàng gia, bà đã vẽ 1800 bức chân dung.

## Tiểu sử
Bà sinh ra trong một gia đình giàu có, nhưng đến năm 1822, cha mẹ bà qua đời, bà sống trong nghèo khổ. Sau đó bà đã mong muốn trở thành giáo viên, nhưng nghệ sĩ Christian Forsell đã dạy bà vẽ chân dung.
Bà đã bắt đầu vẽ những bức chân dung của những người bạn của gia đình giàu có mà bà sống cùng, và ngay sau đó, những bức chân dung cô vẽ đã trở trở nên phổ biến và bà đã có thể sinh sống bằng nghề vẽ chân dung của mình. Nhiều người không có đủ tiền thuê vẽ chân dung sơn dầu và đã thuê bà vẽ, phần lớn bằng bút chì và phấn.
Nhà vua đã bổ nhiệm bà làm họa sĩ triều đình năm 1843, và năm 1843 - 1846, bà học ở Paris. Bà làm nghề vẽ chân dung trong suốt ba mươi năm. Cuối cùng, tuy nhiên, nghệ thuật nhiếp ảnh mới đã làm cho công việc vẽ chân dung của bà ngày càng ít hơn.

## Một số tác phẩm

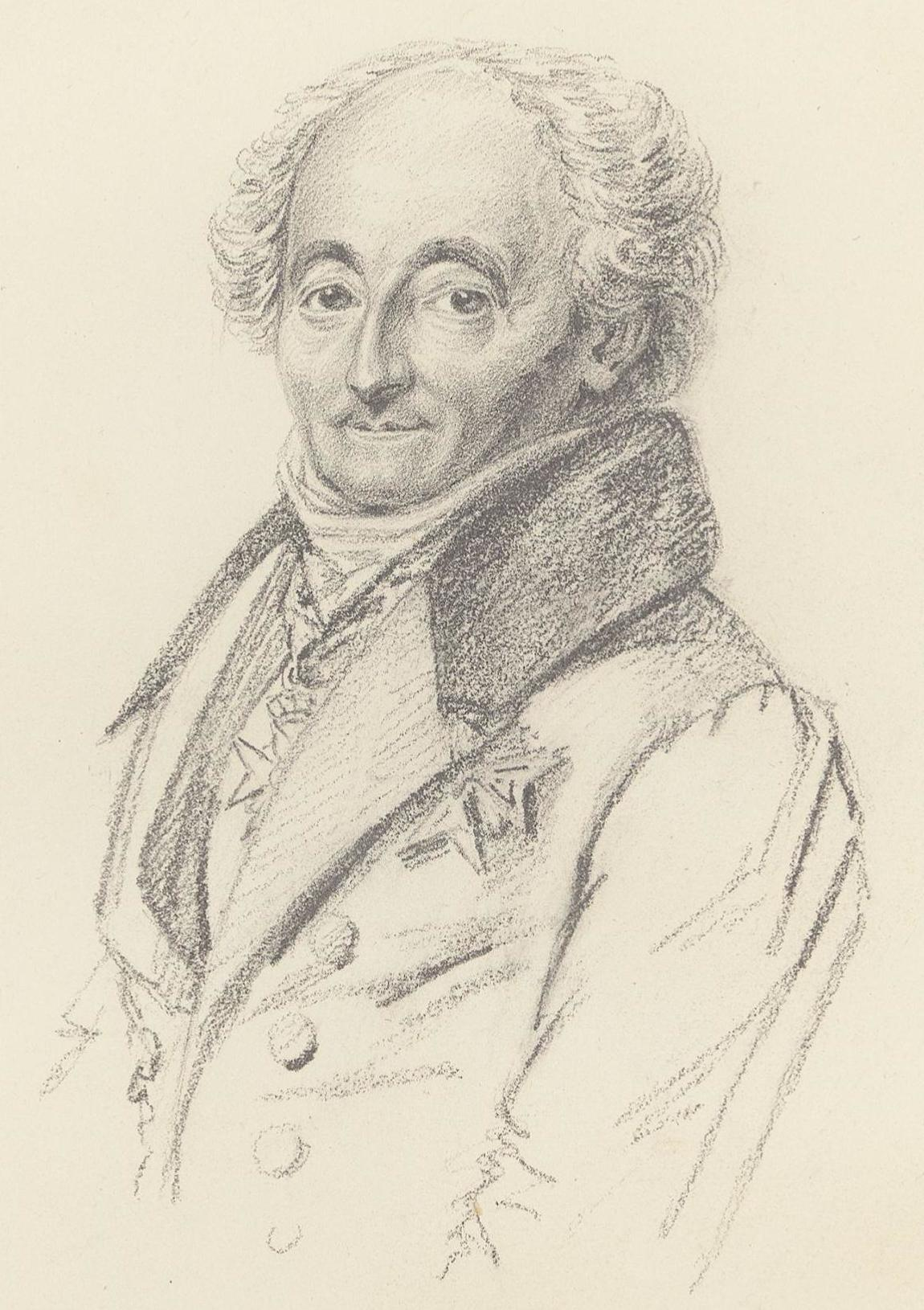
Carl Gustaf von Brinkman, 1835.
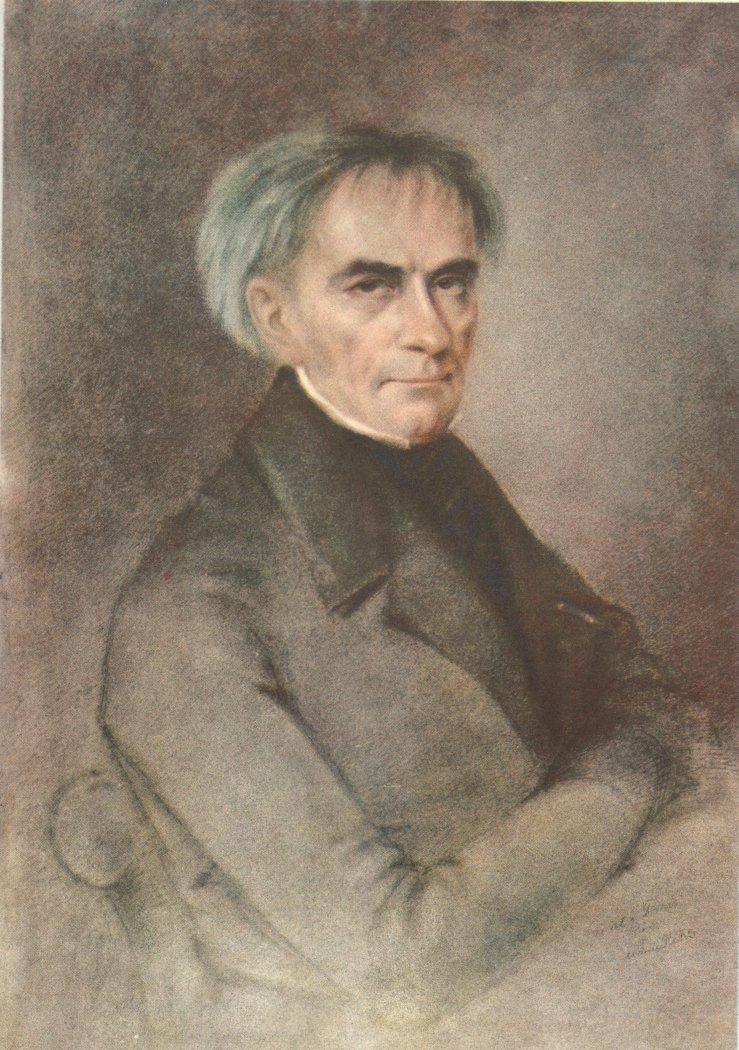
Carl Adolph Agardh. 1853.
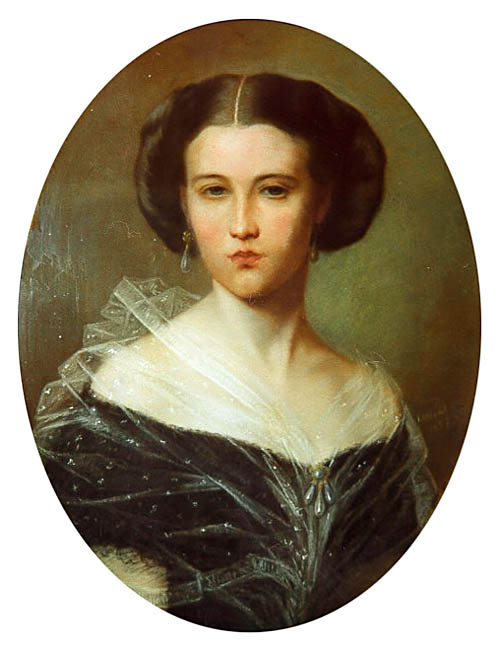
Ida Cardon (1839–1881) – con gái Johan Cardon. 1857.
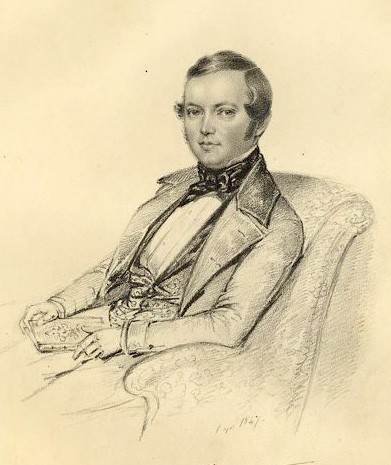
Johan Jolin. 1847.
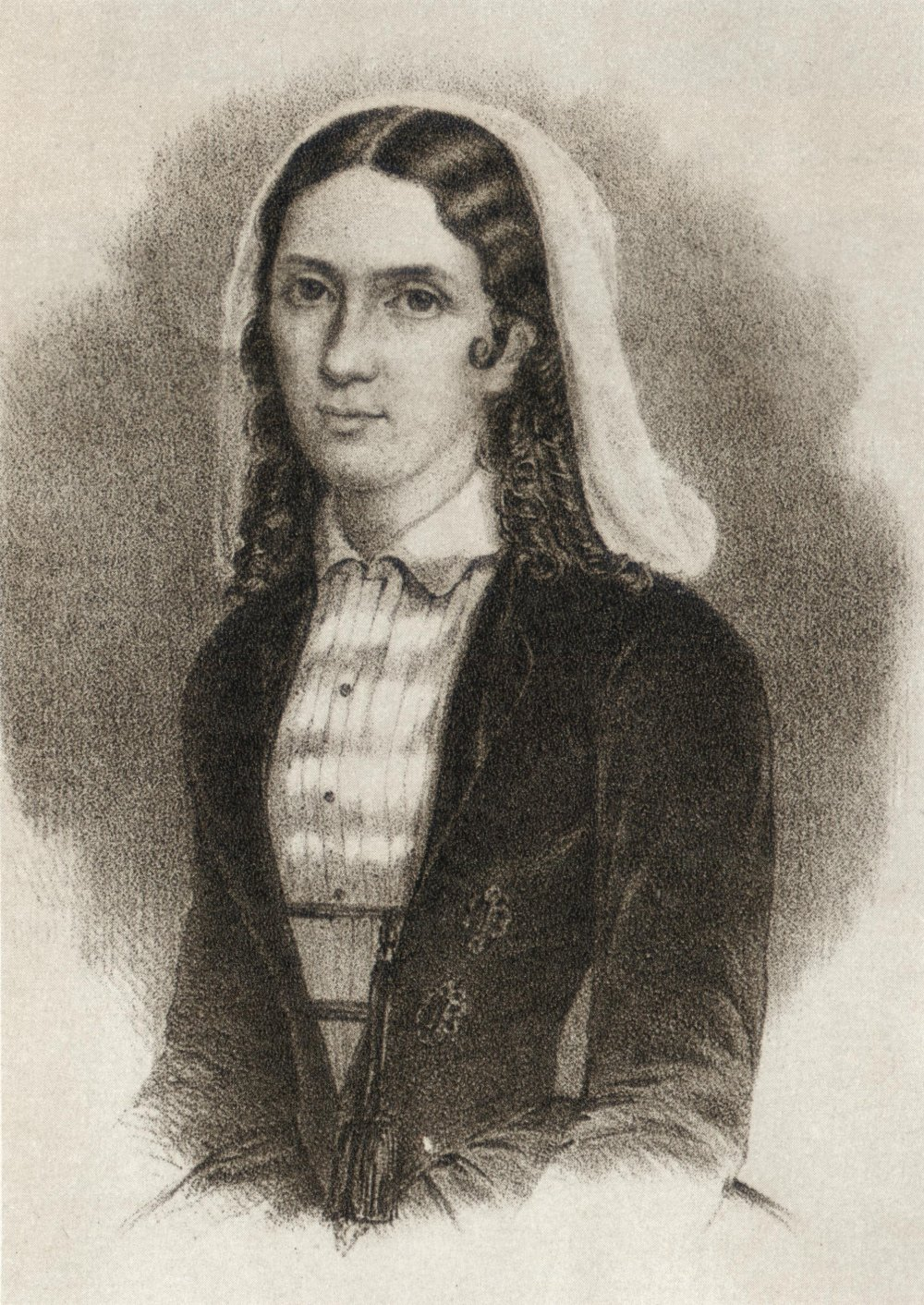
Vendela Hebbe.
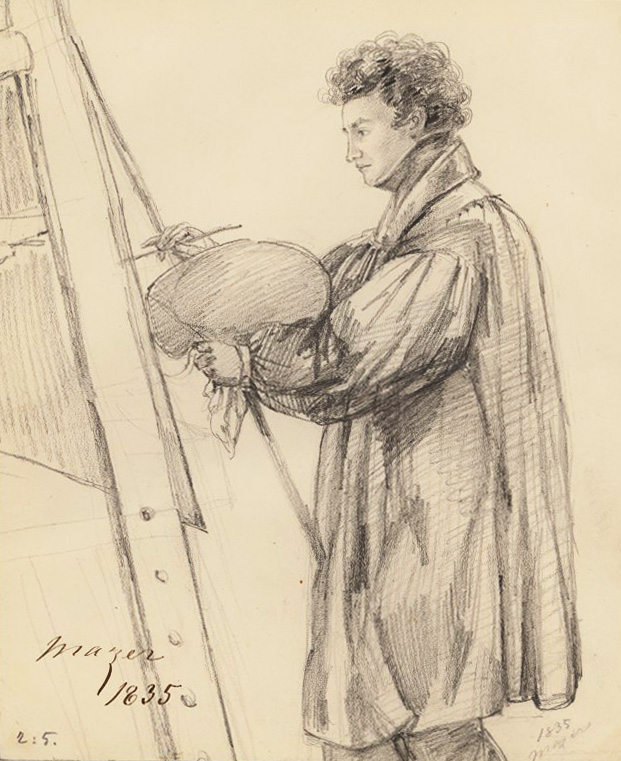
Carl Peter Mazer. 1835.
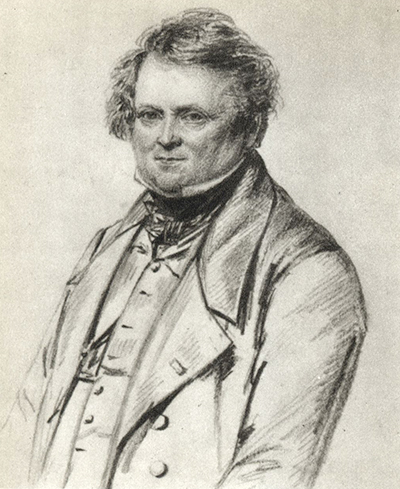
Bengt Magnus Bolméer